# Свјетска бициклистичка унија
Свјетска бициклистичка унија (фр. Union Cycliste Internationale) (UCI) је владајуће тијело за бициклизам и надгледа сва међународна бициклистичка такмичења. Сједиште организације је у Еглу у Швајцарској.
UCI издаје лиценце бициклистима и спроводи дисциплинска правила; такође одређује класификације трка, као и систем бодовања у више дисциплина, укључујући друмски, велодромски и брдски бициклизам и БМХ, за мушкарце и жене, аматере и професионалце. Организује и Свјетско првенство у свим дисциплинама.

## Историја
UCI је основан 1900. године, у Паризу, од стране националних бициклистичких организација Белгије, Француске, Италије, Швајцарске и Сједињених Америчких Држава. Насљедник је Међународне бициклистичке асоцијације (ICA), прве организације за бициклизам. ICA није имала потпуну контролу и на Свјетском првенству 1900, британски тимови (Енглеска, Шкотска, Ирска, Велс, Аустралија и Јужна Африка) наступили су одвојено против чега је протестовала Француска и на састанку у Паризу основале су UCI. Британији није било дозвољено чланство до 1903. године, јер није била на састанку оснивача.
Првобитно је 30 држава приступило унији. Нису имали исту моћ приликом гласања, док неки нису уопште имали право гласа. Гласови су одређивани на основу броја велодрома које једна држава посједује. Француска је имала највише — 18, док су Италија и Њемачка имале по 14. Британија је имала 8, што је, по новинару Билу Милсу, било због тога што су укључивали прилично сумњиве велодроме, са травом.
Године 1965, под притиском Међународног олимпијског комитета (с обзиром на то да су на Олимпијским играма тада учествовали само аматери), UCI је формирао два огранка: Свјетску бициклистичку унију за аматере (фр. Fédération Internationale Amateur de Cyclisme; FIAC) и Свјетску бициклистичку унију за професионалце (фр. Fédération Internationale de Cyclisme Professionnel; FICP). UCI је управљао са оба огранка. Сједиште FIAC-а било је у Риму, FICP-а у Луксембургу, а UCI-ја у Женеви.
FIAC је био већи од двије организације, 127 држава су биле чланице, а доминирале су државе Источног блока, којим су сматране државе које су потписале Варшавски пакт. FIAC је државама чланицама омогућавао учешће на Олимпијским играма; док су бициклисти из држава чланица FIAC-а ријетко возили против бициклиста из држава чланица FICP-а. Године 1992, UCI је укинуо FIAC и FICP као самосталне огранке и вратио их поново у UCI. Сједиште је помјерено у Егл.
Године 2004, UCI је изградио велодром дуг 400 метара, у новом Свјетском бициклистичком центру (фр. Centre Mondial du Cyclisme), центру за тренирање у Еглу, направљеном 2002. године, у знак прославе стогодишњице UCI-ја.
У септембру 2006. године, објављено је да ће UCI додијелити дотадашњи Про тур статус некој трци ван Европе, по први пут; Про тур статус добила је трка Тур Даун андер у Аустралији.
Године 2013. Трејси Гудри постала је прва жена кандидат за предсједника UCI-ја.

## Свјетска првенства
UCI организује Свјетска првенства у бициклизму, чије одржавање се даје некој од држава чланица. Прва организована првенства била су друмска и на писти. Организовање првенстава првобитно је додјељивано укруг, државама чланицама које су биле конкурентне, што је гарантовало продају улазница. Домаћин првенства дужан је да Свјетској бициклистичкој унији плати 30% од продаје улазница за првенства на писти и 10% за друмска првенства. Од тога, UCI задржава 30%, док 70% даје државама учесницима, сразмјерно броју догађаја у којима су учествовале. Највећи зарађени новац у периоду прије рата је 600.000 франака у Паризу 1903. године.
Првобитно је основано пет првенстава: спринт за аматере и професионалце, друмска трка за аматере и професионалце и вожњу иза мотора. Друмска трка је углавном била трка са групним стартом, уз неке изузетке. Британија је организовала своје првенство прије рата као хронометар. Бициклистички савез је сматрао да је боље организовати трку против сата и без публицитета прије старта, да избјегну пажњу полиције. Првенства у Континенталној Европи била су са групним стартом, по кружној стази, ограђеној у финишу, да би се наплатило учешће.

### Рекорди
Првобитни рекорди који су остварени на писти били су: непрекидно, људски темпо и механички темпо. Били су постављени за три различите категорије бицикала: соло, тандем и необични бицикл, као што је на примјер данас лежећи бицикл, који возач вози у хоризонталном положају тијела. Дистанце су биле царске и метричке, од 440 јарди и 500 метара, до 24 сата. UCI је забранио употребу лежећих бицикала у такмичењима и покушаје обарања рекорда од 1. априла 1934. године. Касније промјене укључивале су и забрану вожње у таквом положају.

### Мајица дугиних боја
Побједник UCI свјетског првенства добија мајицу дугиних боја, са пет различитих боја на предјелу груди, коју носи на свим тркама у тој дисциплини до наредног Свјетског првенства. Бившим шампионима дозвољено је да носе знак у облику дугиних боја на одјећи.

## Предсједници
Први предсједник UCI-ја био је Белгијанац Емил де Букелер, који је на функцији био од 1900. до смрти 1922. Холанђанин Хајн Вербурген био је на функцији од 1991. до 2005. године, након чега је добио звање почасног предсједника. Наслиједио га је Ирац Пет Мекејд, који је на функцији био до 2013. године. У петак, 27. септембра 2013, на изборима за предсједника, Мекејд и Брајан Куксон били су једини кандидати; избори су одржани на конгресу у Фиренци. Куксон је побиједио са 24 гласа, док је Мекејд добио 18 гласова. Мекејд је одлучио да не покрене правну тужбу, због тога што су гласови дошли од стране руских чланова борда, који су хтјели да макну Мекејда..
Брајан Куксон је на челу уније провео само један мандат, од септембра 2013. до септембра 2017. године, када је на изборима изгубио од Француза Давида Лапартјена, који је побиједио са 37 гласова, према 8 гласова колико је добио Куксон.
| #   | Име             | Држава               | Период    |
| --- | --------------- | -------------------- | --------- |
| 1.  | Емил де Бекелер | Белгија              | 1900–1922 |
| 2.  | Леон Бретон     | Француска            | 1922–1936 |
| 3.  | Макс Бурги      | Швајцарска           | 1936–1939 |
| 4.  | Албан Колигнон  | Белгија              | 1939–1947 |
| 5.  | Акил Жонар      | Француска            | 1947–1958 |
| 6.  | Адријано Родони | Италија              | 1958–1981 |
| 7.  | Луис Пуиг       | Шпанија              | 1981–1990 |
| 8.  | Хајн Вербруген  | Холандија            | 1991–2005 |
| 9.  | Пет Мекејд      | Ирска                | 2005–2013 |
| 10. | Брајан Куксон   | Уједињено Краљевство | 2013–2017 |
| 11. | Давид Лапартјен | Француска            | 2017–     |

## Контроверзе

### Употреба кацига у друмском бициклизму
Цијелу деценију професионални друмски бициклисти одбијали су да носе кацига. Први озбиљнији покушај UCI-ја да уведе кациге био је на Париз—Ници 1991, због чега су возачи протестовали и UCI је одустао од идеје.
Након смрти Андреја Кивилева на Париз—Ници 2003. године, UCI је објавио нова правила 5. маја 2003, која су почела да се примјењују од Ђиро д’Италије 2003. Правила успостављена 2003 дозвољавала су скидање кациге на последњем успону на етапи, ако је дуг минимум 5 km. Правила су касније промијењена и употреба кацига постала је обавезна сво вријеме током трке.

### Мито и допинг
UCI је оптужен за примање мита током 1990-их, да уведе керин, бициклистичку трку на писти, на Олимпијске игре. У истрази коју је спроводио BBC, тврди се да је UCI примио око 3 милиона долара из јапанских извора да дода трку у програм Олимпијских игара, што је UCI порекао.
Када је Флојд Ландис признао да је користио допинг током каријере, 2010. године, оптужио је UCI да су примили мито од Ленса Армстронга, да прикрију позитиван узорак на ЕПО током Тур де Свис трке 2001.
У дискусији око допинга 2012. године, предсједник UCI-ја — Пет Мекејд, изјавио је да је бициклизам први спорт који је увео тестирање на ЕПО (допинг крвљу).
У новембру 2013, компанија AIC је тужила Армстронга, тражила је назад 3 милиона долара, колико је платила бонуса Армстронгу за освајање Тур де Франса у периоду од 1999. до 2001. Сума за коју је Армстронг тужен није објављена, тужба је поднесена дан прије заказаног свједочења Армстронга под заклетвом. У заклетви, Армстронг је истакао да није платио или нудио да плати некоме да прикрива његов или допинг других возача. Ипак, Армстронг је у неким приликама обезбиједио бенефиције или је помогао многим људима и институцијама, од којих су неке биле упознате или су сумњале да Армстронг користи дроге за побољшање перформанси и забрањена средства.

### Допинг и тужбе за клевету
UCI је тужио или је пријетио да ће тужити неколико бициклиста, новинара и писаца, због клевета и нарушавања угледа, након што су ови оптужили UCI за корупцију и друге методе повезане са допингом. Многи случајеви, али не сви, одржани су у Ист Ведоу, суду у Вевеу у Швајцарској.
Године 2002, UCI је тужио једног од људи из бициклистичког тима Фестина — Вилија Вуеа, због тврдњи у својој књизи Ломећи ланац. Вуе је књиге објавио након великог допинг скандала — афера Фестина, када се цијели тим Фестине систематски допинговао, због чега су избачени са Тур де Франса 1998; Ришар Виренк је Тур напустио у сузама. UCI је случај добио 2004. године, док је 2006 жалба Вуеа одбијена. Вуе је изнио и неколико тврдњи повезаних са допинг случајем Лорана Брошана на Свјетском првенству 1997.
Године 2006, UCI је контактирао Грега Лемонда, након што је овај у интервјуу за францускиЛекип говорио о Извјештају Врихман, који се бавио антидопинг узорцима Ленса Армстронга са Тур де Франса 1999. и операцији Пуерто, великом допинг скандалу 2006, приликом чега је назвао UCI корумпираним. UCI је Лемонду пријетио тужбом, али је суд у Швајцарској то одбио јер није надлежан за Лемонда.
Године 2008, Хејн Вербруген је поднио тужбу против првог човјека Свјетске антидопинг агенције, Дика Паунда, због својих негативних коментара о UCI-ју и допингу. Рочишта су одржана из више дјелова 2009. године. На крају су постигли договор о прекиду тужбе, док је Паунд изјавио да UCI ради све што је у њиховој моћи да искоријени варање у бициклизму.
Године 2011, UCI је тужио Флојда Ландиса суду у Швајцарској, након што је Ландис оптужио UCI за неколико недјела, укључујући и наводно прикривање допинга Ленса Армстронга на Тур де Свис трци 2001; наредне године, суд је пресудио у корист Свјетске бициклистичке уније.
Године 2012, тадашњи предсједник UCI-ја Пет Мекејд, бивши предсједник — Хејн Вербруген, као и UCI, тужили су новинара Пола Кимажа за клевете. Кимаж је бивши бициклиста, који се бавио дипингом у спорту, о чему је написао и књигу. У чланцима које је написао за Сандеј тајмс и Лекип, Кимаж је говорио о допингу и Свјетској бициклистичкој унији; све три стране су тражиле по 8.000 франака одштете. Грег Лемонд, Дејвид Валш и други, основали су фонд за прикупљање средстава за одбрану Кимажа.

### Допуштање кршења међународног права
Уз одобрење Свјетске бициклистичке уније, одржава је Слободна даунхил трка на Криму, у мају 2015. године. Крим је међународна територија у Украјини, која је анексирана од стране Русије у марту 2014. По званичном надгледању међународних такмичења са руском лиценцом на украјинском полуострву, UCI је прво међународно спортско тијело које је оспорило територијални интегритет Украјине. Због посљедица тог спортског скандала и угрожавања међународног права UCI је преговарао са бициклистичким савезом Украјине и у новембру 2015. године, објављено је да је трка званично уклоњена из календара Свјетске бициклистичке уније.